# Lune noire (Steinbeck)
Pour les articles homonymes, voir Lune noire.
Lune noire (The Moon Is Down) est un roman de John Steinbeck écrit en 1942. Il décrit une petite ville occupée par une armée étrangère.

## Histoire
Les habitants se mobilisent peu à peu pour faire comprendre aux occupants qu'ils ne sont pas les bienvenus. Ceux-ci ressentent le rejet de la part des autochtones et commencent à craindre pour leur vie. Les actes de sabotage se multiplient et finalement certains occupants viennent individuellement supplier les habitants de les épargner. La force de cette œuvre est de montrer que même dans une situation d'occupation, l'individu peut rester libre s'il est en accord avec sa conscience. Les occupants, quant à eux, sont aliénés au régime auquel ils obéissent. À la fin de l'histoire, les occupants, cernés par les explosions provoquées par la résistance qui s'est organisée dans la ville, prennent le maire en otage.

## Commentaires
Le titre est inspiré d'un dialogue de Macbeth de William Shakespeare. Au début du IIe acte, Banquo et Fleance rencontrent Macbeth qui est sur le point d'assassiner Duncan. Banquo demande à son fils: « How goes the night, boy? » (« Où en sommes-nous de la nuit, mon garçon ? »), celui-ci répond: « The moon is down; I have not heard the clock. » (« La lune est couchée ; je n’ai point entendu sonner l’heure. »). La citation suggère que les ténèbres ne vont pas tarder à s'abattre sur le royaume. Par analogie, Steinbeck voulait montrer que les nazis ont fait descendre sur l'Europe des ténèbres similaires.
L'ouvrage est traduit et publié clandestinement dans la plupart des pays européens occupés (en France par les éditions de Minuit dès 1944 sous le titre Nuits noires). Il est traduit en allemand par Humanitas Verlag à Zurich et la troupe du Schauspielhaus (composé en partie d'Allemands, communistes et antifascistes ayant fui l'Allemagne dans les années 1930, comme Wolfgang Langhoff) de cette ville le joue à presque deux cents reprises.

## Postérité
Un film est tiré de ce livre : La Nuit sans lune (The Moon Is Down) d'Irving Pichel en 1943.
Le groupe Explosions in the Sky fait référence à ce roman pour leur titre The Moon Is Down, sur leur album Those Who Tell the Truth Shall Die / Those Who Tell the Truth Shall Live Forever, sorti en 2001.